# Wirral
Wirral este un Burg Metropolitan în cadrul Comitatului Metropolitan Merseyside în regiunea North West England. Principalele localități sunt Birkenhead, Wallasey, Bebington, Heswall și Hoylake.
1. ↑   https://ons.maps.arcgis.com/home/item.html?id=a79de233ad254a6d9f76298e666abb2b Lipsește sau este vid: |title= (ajutor)